# Атаман
Атаман (на руски: атаман; от украински: отама́н – главатар, водач, началник) е титла на казашките и хайдамакските военачалници. В Руската империя, това е официалната титла на главнокомандващия на казашките армии. Според някои източници думата идва от „хетман“ (на английски: Headman или на немски: Hauptmann), навлязло в Русия през Полша от Украйна.

## История
Атамани са наричали донските казаци своите предводители. Избирали са се от войсковия кръг и народното събрание на цялата войска – името идва оттам че на тези срещи, провеждани обикновено на площада на открито, казаците наистина се събирали в кръг, стояли изправени и със свалени шапки в знак на уважение към събитието. Изборите се провеждали всяка година чрез мнозинство. Както навсякъде при избори така и тук различните партии влизали в остри сблъсъци, които буйният нрав на казаците често оцветявал в кръв.
Атаманът бил нещо като изпълнителната власт на войсковия кръг, който следял за реда и изпълнението на решенията. По собствена воля нямал право да извършва никакви действия, в противен случай го грозяло смъртно наказание. Гласът на атамана на събранията бил равен на гласа на всеки останал казак и след изтичането на мандата му се връщал в техните редици като редови член.